# Sbarco in Normandia nella cultura popolare
Lo sbarco in Normandia, occorso il 6 giugno 1944, è un evento storico entrato nell'immaginario collettivo raccontato in numerose opere come film o romanzi, che viene commemorato di anno in anno e che suscita grande interesse attirando migliaia di visitatori e turisti lungo le spiagge e i luoghi dove si combatté quella battaglia. Robert Capa è stato uno dei pochi fotografi a immortalare su pellicola i primi momenti dello sbarco in Normandia. Delle numerose foto scattate ne sono rimaste soltanto undici, a causa di un errore dello sviluppatore, che documentano quel giorno.

## Commemorazione
Le spiagge dello sbarco hanno assunto ufficialmente la denominazione datagli dagli Alleati con i nomi in codice assegnati durante l'invasione e ci sono nelle vicinanze vasti cimiteri di guerra sia anglo-statunitensi che canadesi che tedeschi. Le vie vicino alle spiagge portano ancora il nome delle unità che vi combatterono e occasionali paletti ricordano gli scontri più importanti. In luoghi significativi come Pointe du Hoc, Pegasus Bridge, Sainte-Mère-Église, Colleville-sur-Mer e molti altri sono presenti svariati richiami allo sbarco, come placche, memoriali o piccoli musei. Il porto artificiale di Mulberry Harbour, con i suoi frangiflutti Phoenix, si trova ancora presso Arromanches.
A Sainte-Mère-Église un manichino rappresentante un paracadutista penzola ancora dalle guglie della chiesa. Sulla spiaggia Juno il governo canadese ha costruito un grande memoriale e centro di informazioni, il Juno Beach Centre, che commemora uno dei più significativi eventi della storia militare canadese. A Caen, città martire della lunga battaglia di Normandia, è possibile visitare il museo Memorial de Caen. Ovunque sono presenti i resti della battaglia; trincee, postazioni difensive, e batterie costiere messe a difesa della Manica sono tuttora visibili e visitabili, particolarmente degna di nota la batteria di Longues-sur-Mer con i suoi quattro cannoni cecoslovacchi da 105 mm, il complesso della batteria Maisy o la batteria d'Azeville.

### Cimiteri di guerra
Statunitensi

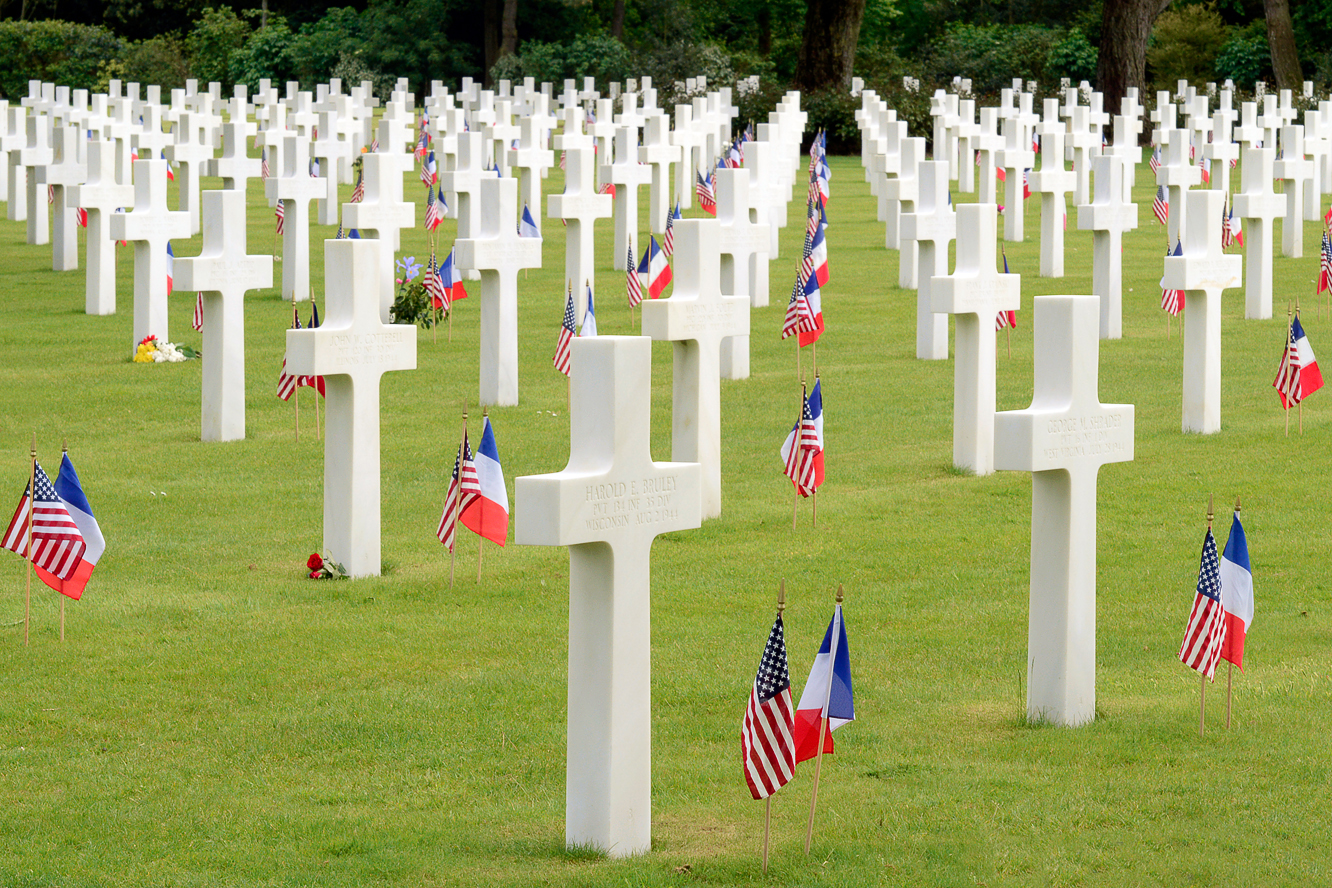
Croci nel Normandy American Cemetery

- Normandy American Cemetery and Memorial, situato vicino Omaha Beach, contiene  9.388 salme di soldati statunitensi tra cui 307 non identificate.
- Brittany American Cemetery and Memorial, situato vicino la località di Saint-James, al confine con la Bretagna, contiene 4.410 salme di cui 498 non identificate.

Britannici
- Banneville-la-Campagne War Cemetery, in cui riposano 2.175 uomini, soprattutto caduti durante l'operazione Goodwood.
- Bayeux War Cemetery, in cui riposano 4.144 uomini assieme a 338 salme non identificate.
- Brouay War Cemetery, in cui riposano 375 britannici e due canadesi, soprattutto della 53rd (Welsh) Division.
- Cambes-en-Plaine War Cemetery, in cui riposano 223 soldati caduti soprattutto durante i combattimenti attorno, soprattutto della 59th British Division.
- Fontenay-le-Pesnel War Cemetery, con 457 britannici, 4 canadesi e 59 tedeschi.
- Hermanville War Cemetery, con 986 britannici, 13 canadesi, 3 australiani e 3 francesi, caduti nella zona di Sword Beach.
- Hottot-les-Bagues War Cemetery, con 1015 tombe del Commonwealth, di cui 56 non identificate.
- Jerusalem War Cemetery, il più piccolo della Normandia, con 47 soldati britannici, un cecoslovacco e un ignoto.
- La Délivrande War Cemetery, con 942 soldati alleati e 180 tedeschi.
- Ranville War Cemetery, con 2.235 soldati del Commonwealth, 97 non identificati e 330 tedeschi. Nella chiesa vicino riposano altri 47 soldati del Commonwealth, un tedesco e un ignoto.
- Ryes War Cemetery, in cui riposano 652 soldati del  Commonwealth e un polacco, caduti in maggior parte a Gold Beach. Anche 335 tedeschi riposano nel cimitero.
- Saint-Charles-de-Percy War Cemetery, con 703 salme.
- Saint-Désir-de-Lisieux War Cemetery, con 594 salme, è adiacente al Saint-Désir-de-Lisieux German war cemetery.
- Saint-Manvieu War Cemetery, con 1.627 soldati del Commonwealth e 49 non identificati , oltre a 555 tedeschi.
- Secqueville-en-Bessin War Cemetery, con 114 caduti nei dintorni di Caen nel luglio 1944.
- Tilly-sur-Seulles War Cemetery, con le salme di 990 soldati alleati e 232 tedeschi.
- Tourgeville War Cemetery, nato in seguito alla prima guerra mondiale, custodisce le salme di 42 soldati caduti nella seconda, di cui 34 tedeschi, 6 britannici e 2 canadesi.

Canadesi
- Bény-sur-Mer Canadian War Cemetery
- Bretteville-sur-Laize Canadian War Cemetery

Francesi
- Les Gateys National Cemetery, con 19 salme di soldati appartenenti alla 2e division blindée.

Tedeschi
- La Cambe German war cemetery, il più grande cimitero militare tedesco in Normandia, che raccoglie le salme di circa 21.000 soldati tedeschi.
- Champigny-Saint-André German war cemetery vicino Saint-André-de-l'Eure
- Marigny German war cemetery, con 11.000 tombe di soldati caduti soprattutto durante l'operazione Cobra
- Mont-de-Huisnes German war cemetery, con circa 12.000 salme
- Orglandes German war cemetery, con circa 10.000 salme di soldati caduti soprattutto nel Cotentin.
- Saint-Désir-de-Lisieux German war cemetery, in cui riposano 3,735 soldati tedeschi.

Polacchi
- Grainville-Langannerie Polish war cemetery, l'unico cimitero polacco in Francia, con 650 soldati uccisi durante la Battaglia di Normandia.

Sovietici
- Saint-Germain-du-Corbéis Russian War Graves, un piccolo cimitero contenente le salme di soldati sovietici scappati dalla prigionia per unirsi alla Resistenza francese e successivamente catturati e uccisi dalla Gestapo il 12 maggio 1944 a Aulnays.

## Nei media

### Filmografia
- Normandia (Breakthrough), diretto da Lewis Seiler (1950)
- Operazione Normandia (D-Day the Sixth of June), film diretto da Henry Koster (1956)
- Il giorno più lungo (The Longest Day), diretto da Ken Annakin, Andrew Marton, Bernhard Wicki (1962)
- Tempo di guerra, tempo d'amore (The Americanization of Emily) , diretto da Arthur Hiller (1964)
- Il giorno dopo (Up from the Beach), diretto da Robert Parrish (1965)
- Quella sporca dozzina (The Dirty Dozen), diretto da Robert Aldrich (1967)
- Giugno '44 - Sbarcheremo in Normandia, diretto da León Klimovsky (1968)
- Testa di sbarco per otto implacabili, diretto da Alfonso Brescia (1968)
- Operazione Overlord (Overlord), diretto da Stuart Cooper (1975)
- Il grande uno rosso (The Big Red One), diretto da Samuel Fuller (1980)
- La cruna dell'ago (Eye of the Needle), diretto da Richard Marquand (1981)
- Salvate il soldato Ryan (Saving Private Ryan), diretto da Steven Spielberg (1998)
- Band of Brothers - Fratelli al fronte (Band of Brothers), miniserie TV statunitense (2001)
- Female Agents, diretto da Jean-Paul Salomé (2008)

### Documentari
- D-Day - Lo sbarco in Normandia. Noi italiani c'eravamo, documentario Mauro Vittorio Quattrina (2009)
- Eroi di Guerra - "D-Day. Lo sbarco in Normandia, documentario del National Geographic Society (2012)

### Riferimenti musicali
- Take No Prisoners, canzone del gruppo thrash metal statunitense Megadeth (1990)
- Primo Victoria, canzone del gruppo power metal svedese Sabaton (2005)
- The Longest Day, canzone del gruppo heavy metal britannico Iron Maiden (2006)
- Normandia, canzone di Fiorella Mannoia, scritta da Piero Fabrizi (1994)

### Videogiochi
- Brothers in Arms: Earned in Blood
- Brothers in Arms: Road to Hill 30
- Call of Duty
- Call of Duty 2
- Call of Duty 3
- Call of Duty: World War II
- Close Combat 1
- Codename: Panzers Phase I
- Commandos 3: Destination Berlin
- Company of Heroes
- Company of Heroes: Opposing Fronts
- Company of Heroes: Tales of Valor
- D-Day
- Empire Earth II
- Medal of Honor: Allied Assault
- Medal of Honor: Airborne
- Medal of Honor: Frontline
- Unreal Tournament